# 3001 – Den sista resan
3001 – Den sista resan (engelska: 3001: The Final Odyssey) är en science fiction-roman från 1997 av Arthur C. Clarke. Den är den fjärde och sista delen av i romansviten Rymdodysséerna. Under tidigt 2000-tal fanns planer på att filmatisera berättelsen, vilket dock inte blev av.

## Handling

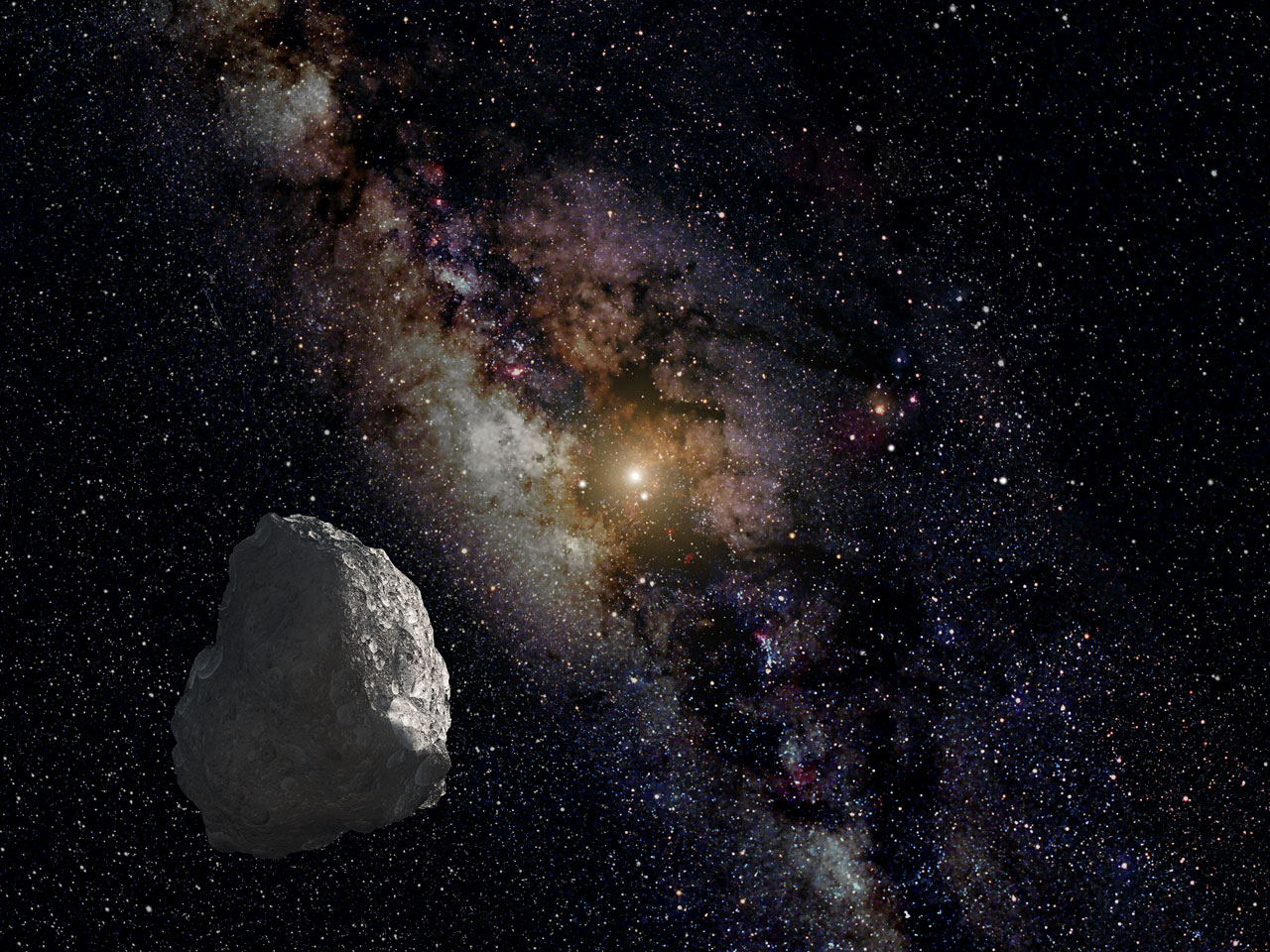
Konstnärs föreställning av Kuiperbältet

Huvudpersonen är astronauten Frank Poole som förolyckades i rymden i "2001" men som lokaliseras i Kuiperbältet, infångas, tinas upp och återupplivas år 3001.